# 1696 год в науке
В 1696 году произошли различные научные и технологические события, некоторые из которых представлены ниже.

## События
- Братья Якоб и Иоганн Бернулли решили проблему брахистохроны, положив начало вариационному исчислению.

## Публикации
- Французский математик Гийом Франсуа Лопиталь (как выяснилось позднее, при активной помощи Иоганна Бернулли) опубликовал первое учебное пособие по дифференциальному исчислению: «Анализ бесконечно малых» (Analyse des Infiniment Petits pour l'Intelligence des Lignes Courbes), где, помимо прочего, изложил  правило Лопиталя для нахождения пределов[1].

## Скончались
См. также: Категория:Умершие в 1696 году
- (?) — Жан Рише (род. в 1630 году), французский астроном, инженер и картограф, академик, помощник Джованни Кассини.